# Ismet Bajraktari

Ismet Bajraktari  (Priština, 15. kolovoza 1948. – Priština, 2. prosinca 2016.) bio je prvi akademski obrazovani genetičar na Kosovu, redovni profesor Sveučilišta u Prištini i nominirani kandidat za članstvo u Kosovskoj akademiji znanosti i umjetnosti, Priština, Kosovo.

## Životopis
Ismet Bajraktari rođen je u Prištini 15. kolovoza 1948., gdje je pohađao osnovnu školu i gimnaziju. Zvanje profrsora biologije stekao je na Prirodno-matematičkom fakultetu Sveučilišta u Beogradu, 1972. godine. Na istom fakultetu je postigao i stupanj magistra genetike (1976.), a nakon toga (1976.) je i doktorirao na temu iz područja genetike (1981.), kod poznatog srpskog, međunarodno afirmiranog genetičara, akademika Dragoslava Marinkovića.
Na Prirodno-matematičkom fakultetu Sveučilčišta u Prištini bio je biran u sva akademska zvanja, od asistenta do redovnog profesora (1994.).

## Publikacije
- Referentni znanstveni radovi: 19
- Konferencijski referati – Apstrakti: 44